# Boronia viridiflora
Boronia viridiflora är en vinruteväxtart som beskrevs av M. F. Duretto. Boronia viridiflora ingår i släktet Boronia och familjen vinruteväxter. Inga underarter finns listade i Catalogue of Life.